# Santuario dei Grandi Dei di Samotracia

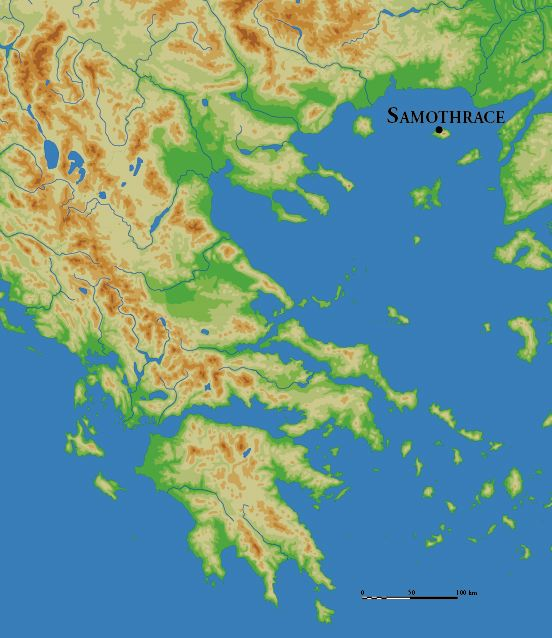
Collocazione geografica di Samotracia

Il santuario dei grandi dèi di Samotracia (in greco antico: ἱερὸν τῶν Μεγάλων Θέων?, hieròn tôn Megálôn Théôn), sull'isola omonima, era uno dei principali santuari panellenici. Costruito immediatamente a ovest delle fortificazioni della città di Samotracia, non dipendeva tuttavia da essa, come dimostra l'invio di ambasciatori dalla città al santuario in occasione delle feste.
Il santuario era celebre in tutto il mondo greco per i culti misterici che vi si praticavano, dedicati a divinità ctonie, che si trovano menzionati sia da Platone sia da Aristofane. La sua fama non era inferiore a quella dei misteri di Eleusi, e molti furono i grandi iniziati: da Erodoto (uno dei pochi autori greci che ha lasciato qualche indicazione sulla natura dei misteri celebrati), a Lisandro, a molti ateniesi. Il sito conobbe un periodo di spettacolare sviluppo architettonico in epoca ellenistica, quando, in seguito all'iniziazione di Filippo II di Macedonia, divenne una sorta di santuario nazionale macedone, dove i successori di Alessandro Magno gareggiavano in munificenza.
Rimase un importante luogo di culto fino all'epoca imperiale; l'imperatore Adriano lo visitò e Varrone descrisse una parte dei misteri. Il culto scompare dalla storia verso la fine dell'epoca tardo-antica, quando il tempio venne chiuso durante la persecuzione dei pagani.

## Culto dei Grandi Dei
L'identità e la natura delle divinità venerate nel santuario restano in gran parte misteriose, tanto più che era vietato pronunciare il loro nome. Le fonti letterarie antiche le designano con il nome collettivo di Cabiri, Kabeiroi, mentre le iscrizioni ritrovate in loco riportano semplicemente il nome di Dei o Grandi Dei (Megaloï Théoï). Il parziale svelamento dei nomi dei Cabiri si deve all'opera di Mnasea di Patrasso.

Pianta generale del santuario e cronologia dei principali monumenti

## Il pantheon di Samotracia
Il pantheon dei Grandi Dei comprende diverse divinità ctonie, in gran parte anteriori all'arrivo dei coloni greci sull'isola (VII secolo a.C.), tutte legate alla figura centrale della Grande Madre.
- La Grande Madre, divinità femminile spesso rappresentata nelle monete di Samotracia come una donna seduta con un leone al fianco. Il suo nome segreto originale era Axiéros. È una figura prossima alla Grande Madre anatolica, la Cibele frigia, o ancora alla Dea Madre troiana del Monte Ida. I Greci l'hanno assimilata alla dea della fecondità, Demetra, e al mito del suo accoppiamento con Iasione. La Grande Madre è la signora onnipotente del mondo selvaggio delle montagne, venerata tra sacre rupi dove le vengono offerti sacrifici. Nel santuario di Samotracia, i suoi altari corrispondono ad affioramenti rocciosi di porfido di vari colori (rosso, verde, blu o grigio). Per i fedeli, il suo potere si manifesta anche nelle vene di minerale di ferro magnetico, con cui essi realizzano anelli che gli iniziati portano in segno di riconoscimento. Un certo numero di questi anelli è stato ritrovato nelle tombe della necropoli nei pressi del santuario.
- A Samotracia si venerava anche Ecate, con il nome di Zerynthia, e Afrodite-Zerynthia, il cui culto è stato scorporato da quello della Grande Madre e assimilato a divinità più familiari ai Greci.
- Kadmylos, lo sposo della Grande Madre Axiéros, è un dio della fertilità identificato dai Greci con Ermes itifallico, i cui simboli sacri sono una testa d'ariete e un bastone - il kerykeion, evidente simbolo fallico che si ritrova su alcune monete.
- Cadmilo è accompagnato da altre due figure maschili, i Cabiri, che rappresentano forse la forma originaria dei due eroi leggendari fondatori di Samotracia, i fratelli Dardano (il fondatore di Troia) ed Iasione. I Greci li identificavano con i Dioscuri, divinità gemelle assai popolari come protettori dei marinai in pericolo.
- Un'ulteriore coppia di divinità infere, Axiokersos e Axiokersa, è identificata con la coppia Ade - Persefone, e forse non appartiene al gruppo originale di divinità pre-greche. Attraverso queste figure, comunque, la leggenda del ratto della dea della fertilità da parte del signore degli inferi entra a far parte del dramma sacro che si celebra a Samotracia, sia pure con un'importanza minore che ad Eleusi. Quest'ultima coppia costituisce insomma la saldatura, nel pantheon di Samotracia, tra i culti misterici arcaici di provenienza frigia, e quelli "moderni" celebrati in Grecia.

In epoca tarda, questo mito della coppia generatrice è stato identificato con quello del matrimonio di Cadmo e Armonia, forse per via di un accostamento dei nomi con Kadmylos ed Elektra.

## I riti
L'insieme del santuario era aperto a chiunque volesse venerare i Grandi Dei, anche se l'accesso agli edifici dedicati ai misteri era riservato ai soli iniziati. I riti più comuni non si distinguevano da quelli praticati negli altri santuari greci: preghiere e voti accompagnavano i sacrifici cruenti di animali domestici (montoni, maiali) presentati ai fuochi consacrati (eschárai), e le libagioni offerte alle divinità ctonie su fosse rituali, di forma circolare o rettangolare, dette bóthroi. Sono molti gli altari di pietra in uso; il più grande fu arricchito nel IV secolo a.C. da un recinto monumentale.
La grande festa annuale, per la quale affluivano sull'isola inviati da tutto il mondo greco, si teneva forse in luglio. Essa comprendeva la rappresentazione di un dramma rituale che rappresentava il matrimonio sacro (lo Hieros gamos), che si teneva forse nell'edificio ornato dal fregio delle danzatrici (IV secolo a.C.). A quest'epoca si era già imposta la credenza che la ricerca della vergine scomparsa, seguita dalla celebrazione delle sue nozze con il dio degli Inferi, rappresentasse il matrimonio di Cadmo e Armonia. Il fregio che dà il nome al recinto sacro potrebbe alludere appunto a questo matrimonio. Verso il 200 a.C., grazie alla costruzione di un teatro di fronte al grande altare, la celebrazione si arricchisce di una gara dionisiaca. Doveva essere quella la sede della rappresentazione dei miti locali: in quest'epoca la città di Samotracia rende onore ad un poeta di Iasos in Caria, per aver composto la tragedia Dardanos ed essersi reso variamente meritevole verso l'isola, la città e il santuario.
Non diversamente da Delfi, il santuario era destinatario di numerosi doni votivi, che erano conservati in un edificio apposito situato presso il grande altare: si trattava di statue di bronzo, di marmo o d'argilla, di armi, vasi e così via. Oltre a questi onori "pubblici" il santuario, posto su rotte assai frequentate, era destinatario di offerte votive più modeste e private ma non meno intense: gli scavi hanno infatti riportato alla luce ami e conchiglie offerti da marinai o pescatori che ringraziavano gli dei di averli salvati dai pericoli del mare.

## L'iniziazione
La caratteristica particolare del culto misterico di Samotracia stava nella sua grande apertura: contrariamente a quanto accadeva ad Eleusi, qui l'iniziazione non richiedeva alcun requisito, né di età, né di sesso, né di status, né di nazionalità. Tutti potevano parteciparvi, uomini e donne, adulti e ragazzi, greci e non greci, liberi affrancati o schiavi. L'iniziazione non era neppure limitata a date stabilite, e nello stesso giorno era possibile essere iniziati ai due gradi successivi dei misteri: in sostanza, l'unica condizione che si richiedeva era la presenza nel santuario.
Il primo stadio dell'iniziazione era la myesis: il mystês, cioè il protagonista, riceveva la rivelazione di un racconto sacro e gli venivano mostrati dei simboli particolari. Così, nel caso di Erodoto, la rivelazione riguardò l'interpretazione di immagini itifalliche di Ermes-Kadmylos. Secondo Varrone i simboli rivelati in questa occasione rappresentavano il Cielo e la Terra. A fronte della rivelazione, che era mantenuta segreta, l'iniziato riceveva la promessa di alcuni privilegi: la speranza in una vita migliore, in particolare la protezione in mare e forse, come ad Eleusi, la promessa di una vita felice dopo la morte. Durante la cerimonia riceveva una sciarpa rossa, che veniva annodata attorno alla vita e costituiva un talismano di protezione. L'anello di ferro esposto al potere divino delle pietre magnetiche è probabilmente un altro simbolo di protezione conferito durante l'iniziazione.

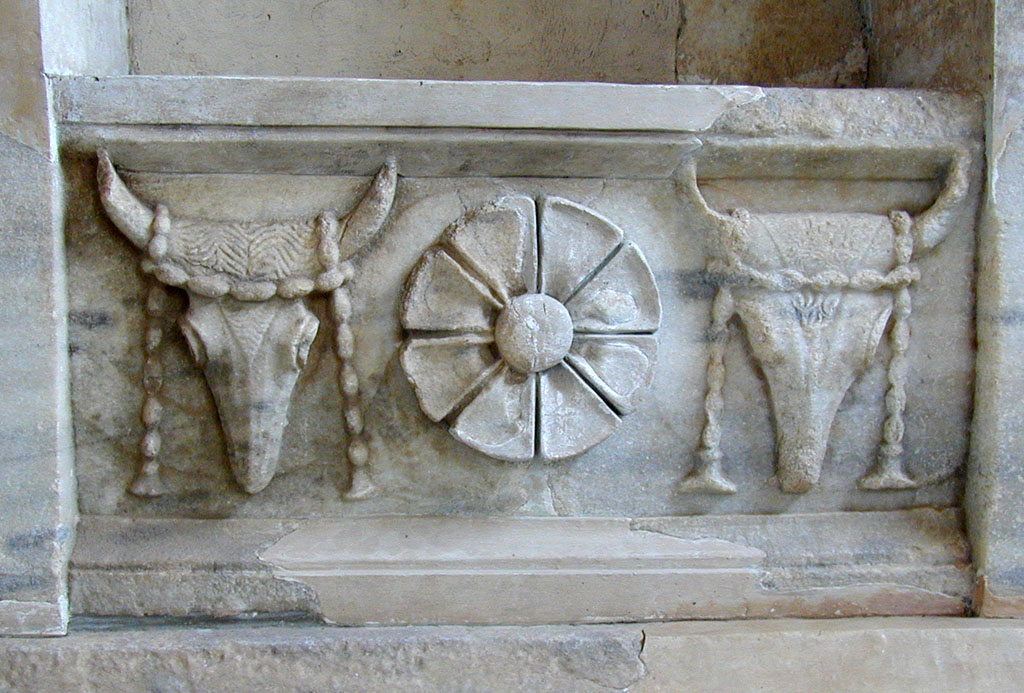
Parapetto con bucrani proveniente dalla Rotonda di Arsinoe (Museo di Samotracia)

La preparazione all'iniziazione si faceva in una piccola stanza a sud dell'Anaktoron (letteralmente, la Casa dei Signori), una specie di sacrestia dove l'iniziato veniva vestito di bianco e riceveva una lampada. La myesis aveva poi luogo nell'Anaktoron, una grande sala capace di accogliere la folla dei fedeli già iniziati che assistevano alla cerimonia su banchi disposti lungo i muri. L'aspirante compiva un rito di purificazione in una vasca situata nell'angolo sud-est, poi faceva una libagione agli dei ctonii in una fossa circolare. Alla fine della cerimonia prendeva posto, seduto su un palco di legno rotondo di fronte alla porta principale, mentre attorno a lui si eseguivano danze rituali. Poi veniva condotto nella stanza a nord, il santuario dove riceveva la rivelazione propriamente detta. L'accesso a questo santuario era interdetto a tutti i non iniziati. Alla fine gli veniva consegnato un documento che attestava la sua iniziazione ai misteri e poteva, almeno nell'ultimo periodo del santuario, pagare per far iscrivere il proprio nome su una lastra commemorativa posta su un monumento.
Il secondo grado dell'iniziazione era detto epopteìa, letteralmente, la contemplazione: contrariamente ad Eleusi, dove tra il primo e il secondo grado doveva passare un anno, qui esso poteva essere ottenuto immediatamente dopo la myesis e non era obbligatorio per completare il percorso misterico. In effetti il secondo grado era raggiunto solo da un piccolo numero di iniziati, il che fa pensare che esso implicasse condizioni difficili, benché i criteri di selezione non fossero né economici né sociali. K. Lehman ritiene che si trattasse di condizioni morali, legate all'audizione e alla confessione dei peccati che veniva richiesta al candidato. Questa audizione sarebbe avvenuta di notte, come l'insieme dei riti iniziatici, davanti allo Hierón, il centro del santuario, dove è stata ritrovata una base che doveva sorreggere una torcia gigante. In generale, la scoperta di molte lampade e supporti da torcia in tutto il sito conferma la natura notturna dei riti principali. Dopo l'interrogatorio e l'eventuale assoluzione da parte dell'officiante, il candidato era introdotto nello Hieròn, che qui serviva anche da épopteion, dove procedeva a riti di purificazione e ad un sacrificio su un'ara situata al centro della cella. Poi andava a prendere posto sul retro dell'edificio, di fronte alla sua estremità in forma d'abside, che tendeva probabilmente a ricordare una grotta. Qui lo ierofante (letteralmente, "colui che dice il sacro", cioè l'iniziatore) prendeva posto su un podio nell'abside, recitava la liturgia e mostrava i simboli dei misteri.
In epoca romana, verso il 200 a.C., l'entrata dello Hieron fu modificata in modo da permettere l'ingresso di vittime per il sacrificio. Fu costruito un parapetto all'interno per proteggere gli spettatori, e nell'abside fu ricavata una cripta. Queste modifiche servirono a consentire la celebrazione dei Kriobolia e dei Taurobolia della Magna Mater anatolica, introdotti a quell'epoca. Nei nuovi riti l'iniziato (o forse solo il celebrante, in suo nome) discendeva in una fossa nell'abside, e veniva versato su di lui il sangue degli animali sacrificati, con un rito di natura battesimale.

## L'organizzazione del santuario

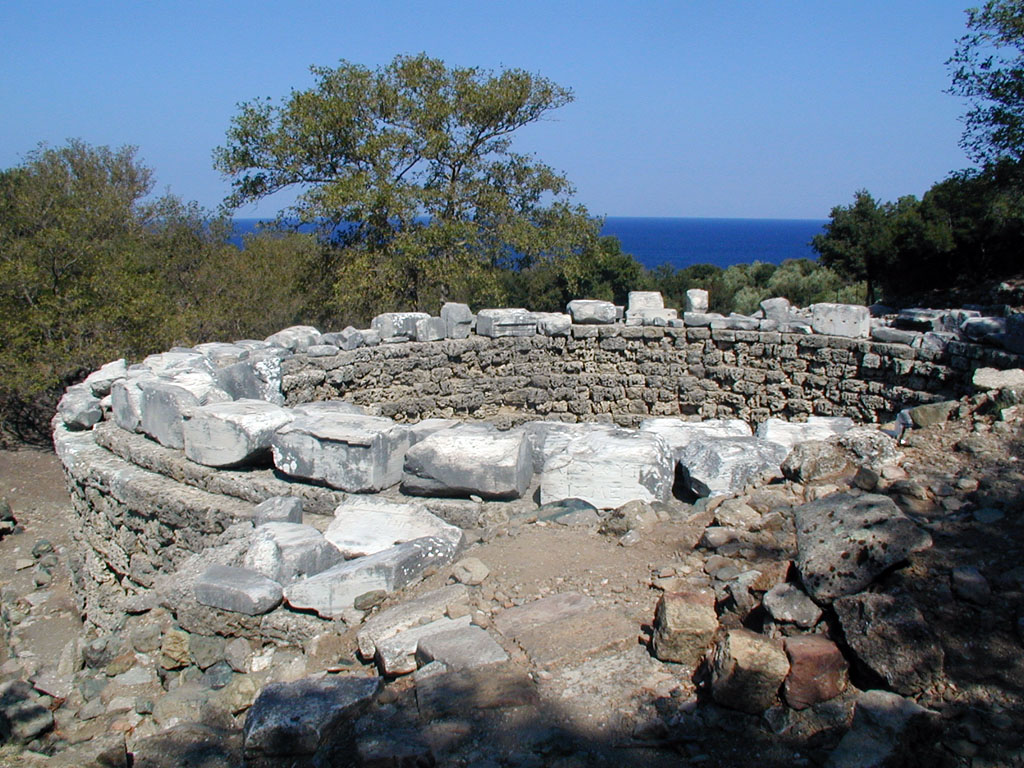
Fondamenta della Rotonda di Arsinoe e frammenti della dedica

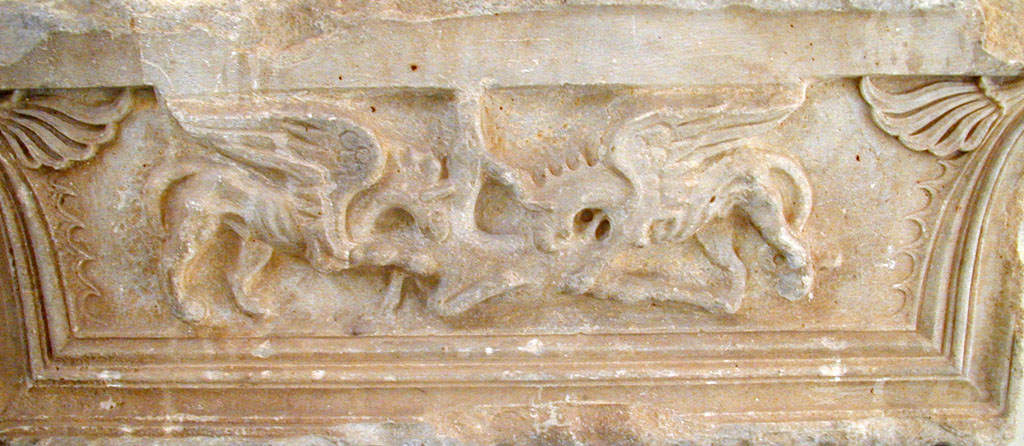
Capitello anteriore della facciata ovest del Propileo di Tolomeo II: Grifoni che divorano una biscia (Museo)

Al primo impatto la pianta del santuario di Samotracia può apparire confusa: questo è dovuto alla particolare topografia del sito e della successione di diversi programmi edilizi succedutisi in due secoli. Il santuario occupa tre terrazze strette, separate da due torrenti incassati, sulle pendici occidentali del monte Hagios Georgios. Si entra da est, dal propileo dovuto a Tolomeo II e chiamato per ciò Ptolémaion, che scavalca il ruscello orientale facendo da ponte. Subito ad ovest, sulla prima terrazza, una piazza lastricata e ribassata a gradini circolari ospita al centro un altare, di cui non si conoscono le precise funzioni ma che si suppone servisse da area sacrificale.
Un sentiero tortuoso scende verso la terrazza principale, tra due ruscelli, dove si trovano i principali monumenti cultuali. Una grande thòlos, l'Arsinoéion o Rotonda di Arsinoe, la più grande sala circolare coperta del mondo greco con i suoi 20 m di diametro, serviva forse ad accogliere le processioni dei sacri ambasciatori delegati dalle città o dalle associazioni a presenziare alle grandi feste del santuario. La decorazione di rosette e bucrani (teste di toro ornate di ghirlande) fa pensare che anche qui potessero avvenire dei sacrifici. La rotonda è stata costruita sopra un edificio più antico di cui restano soltanto le fondazioni.
Proprio allo sbocco del sentiero che porta all'entrata del santuario si trova l'edificio cultuale più grande, l'edificio del Fregio delle danzatrici, a volte chiamato Temenos perché corrisponde a una recinzione monumentale che segnava un'area sacrificale molto più antica; la ricostruzione della sua pianta è notevolmente cambiata nel tempo. Si tratterebbe dunque di un semplice cortile preceduto da un propileo ionico decorato dal celebre fregio delle danzatrici, l'autore potrebbe essere il celebre architetto Scopas.
A sud del Temenos si trova l'edificio di culto forse più importante, l'épopteion, designato da un'iscrizione con il nome di Hieron. Non è noto colui che lo ha dedicato, ma considerando la magnificenza dell'edificio si suppone fosse di stirpe reale. È una sorta di tempio, ma non periptero, costituito da un solo ordine prostilo di colonne (in parte rialzate) e con l'ornamentazione della facciata di grande ricercatezza. Lo spazio interno è il più largo spazio senza supporti intermedi che si conosca nel mondo greco (11 m). L'edificio finisce a sud con un'abside inscritta nella pianta rettangolare, che costituisce come il coro di una chiesa la parte più sacra del tempio; secondo R. Ginouvès poteva rappresentare una grotta pronta ad accogliere i riti dei culti ctonii. Ad ovest dello Hieron sono situati l'altare principale (Altare corto) e una sala in cui venivano esposte le offerte dei fedeli. A nord della Rotonda di Arsinoe si trova l'Anaktoron, l'edificio che accoglieva la myesis; la versione attuale è di epoca imperiale.
La terza ed ultima terrazza, ad ovest del centro cultuale del santuario, è occupata soprattutto da monumenti votivi, come l'Edificio della Milesia, così chiamato per la dedica di una cittadina di Mileto e il Néôrion. In questa zona si trovano anche sale per banchetti e tre piccoli tesori ellenistici poco conosciuti. Questo spazio è dominato da un grande portico lungo 140 mt, la Stoà, che costituisce una quinta monumentale del santuario sopra al teatro. In questa parte del sito si trovano le tracce di occupazione più recenti: sul luogo dei tesori fu costruito un forte bizantino, che ne riutilizzò i materiali da costruzione.

## Un santuario nazionale macedone
Così Plutarco, nella Vita di Alessandro.»
(Erodoto di Alicarnasso)
Da questo aneddoto storico prende le mosse la fedeltà al santuario della dinastia argeade, poi delle due dinastie dei Diadochi, Lagidi e Antigonidi, che rivaleggiarono in munificenza, nel corso del III secolo a.C., nei diversi periodi della loro dominazione sull'isola e più in generale sull'Egeo settentrionale.
Il primo sovrano di cui si sono conservate le tracce epigrafiche è il figlio di Filippo e fratellastro di Alessandro, Filippo Arride, che compare come principale benefattore del santuario nel IV secolo a.C.: si deve a lui probabilmente il Temenos (verso il 340 a.C.), l'Altare corto nel decennio successivo, lo Hieron verso il 325 a.C., così come il monumento dorico attorno all'area circolare est, dedicato a nome proprio e di suo nipote Alessandro IV di Macedonia, e quindi databile al tempo del loro regno comune fra il 323 a.C. e il 317 a.C., sotto la reggenza di Perdicca, Antipatro e Cassandro.
La seconda fase di costruzioni monumentali comincia negli anni 280 a.C. con la rotonda di Arsinoe II: la costruzione potrebbe essere datata sia al periodo tra il 288 e il 281 a.C., quando questa figlia di Tolomeo I Soter era la moglie del diadoco Lisimaco (allora re di Macedonia), sia al periodo 276 - 271 a.C., quando essa si risposò con il fratello Tolomeo II Filadelfo. Dell'iscrizione monumentale di dedica rimane un solo blocco che era posto sopra la porta, che non consente di stabilire la datazione. Lo stesso Tolomeo II fece costruire il propileo all'entrata del santuario: la potenza della flotta lagide gli consentiva in quel periodo di estendere il suo dominio sull'Egeo fino alle coste della Tracia, e le costruzioni di Samotracia testimoniano questa influenza.
Al ristabilirsi della Dinastia antigonide sul trono di Macedonia, con Antigono II Gonata, si pone subito la questione della supremazia marittima sull'Egeo: così Antigono celebra il suo successo navale di Cos tra il 255 e dil 245 a.C., dedicando nel santuario una delle navi della sua flotta vittoriosa, esposta in un edificio costruito ad hoc sulla terrazza ovest, il Neorion. Il modello è probabilmente un altro Neorion, a Delo, costruito probabilmente verso la fine del IV secolo a.C. e da lui riutilizzato e consacrato ad un'altra delle sue navi nello stesso periodo. La guerra navale tra Lagidi e Antigonidi prosegue a tratti per tutta la seconda metà del III secolo a.C. fino a Filippo V, l'ultimo re antigonide che cerca di fondare una talassocrazia macedone, sconfitto alla fine dall'alleanza tra Rodi e Pergamo: verso il 200 a.C. una colonna monumentale viene dedicata dai Macedoni davanti alla grande stoà della terrazza superiore. Probabilmente è in occasione di uno di questi episodi che viene costruita la fontana monumentale contenente la famosa Nike di Samotracia (ca. 190 a.C.), statua della Vittoria alata sulla prua della nave: la dedica potrebbe essere dei rodiesi piuttosto che macedone, tenuto conto che il calcare utilizzato per la prua della nave e il tipo della nave stessa provengono entrambi da Rodi.
Il santuario diviene il rifugio finale dell'ultimo re di Macedonia, Perseo, che si ritira nell'isola dopo la sconfitta di Pidna, nel 168 a.C., e vi viene arrestato dai Romani.

## L'esplorazione del sito

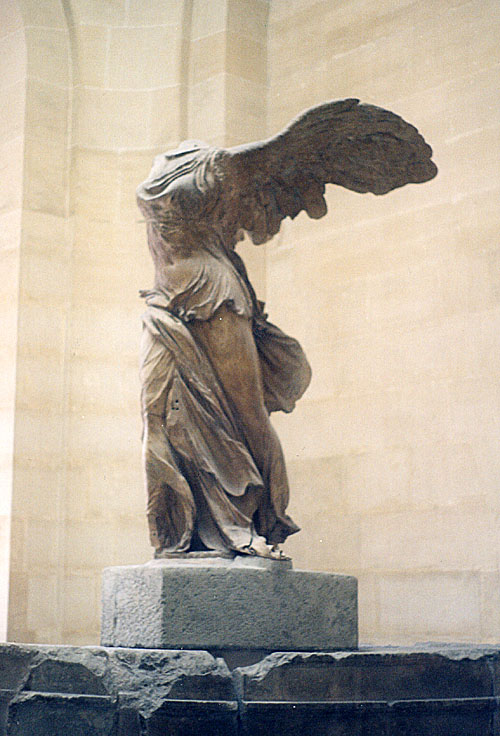
La Vittoria di Samotracia (Museo del Louvre)

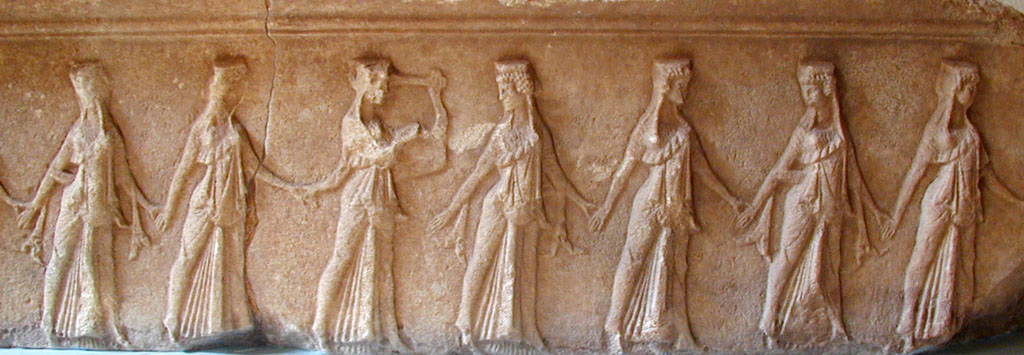
Fregio delle Danzatrici proveniente dal Temenos (Museo)

Il fascino dei culti misterici ha suscitato un interesse costante per il sito a partire dal XVII e XVIII secolo. I primi scavi archeologici si devono alla missione francese Deville e Coquart nel 1866, dopo la scoperta da parte del console francese ad Adrianopoli Champoiseau, nel 1863, della famosa statua della Vittoria, oggi al Louvre.
Segue la missione dell'austriaco A. Conze, che esplora il sito tra il 1873 e il 1876: egli scava il Ptolémaion, la Stoà, fa dei saggi superficiali allo Hieron, all'Arsinoeion e al Témenos. I suoi lavori sono pubblicati in due ricchi volumi di eccezionale qualità per l'epoca. In seguito ad un accordo con il governo turco, gli austriaci condivisero le loro scoperte, così molti frammenti architetturali furono trasferiti al Kunsthistorisches Museum di Vienna, mentre altri furono portati a Gallipoli (Turchia) e poi al Museo archeologico di Istanbul; una parte di questo materiale scomparve durante il trasporto.
Nel 1891 Champoiseau tornò a Samothraki per cercare i blocchi della prua della nave sui quali fu sistemata la Vittoria al Louvre, e in quell'occasione scoprì il Teatro.
La Scuola francese di Atene e l'Università di Praga (Salač e Fernand Chapouthier) scavarono insieme nel periodo 1923-1927 e portarono alla luce l'Anaktoron, poi nel 1938 cominciarono gli scavi dell'Università di New York.
Le campagne di scavo vennero interrotte dalla guerra, durante la quale il sito soffrì molto dell'occupazione bulgara, e ripresero nel 1948. Nel 1956 fu parzialmente rialzato il colonnato della facciata dello Hieron.